# BTL реклама
Below-the-line (BTL) (в превод от английски: „под чертата“) е термин в рекламата, с който се означава интегриран комплекс от маркетингови мероприятия, невключващи традиционни медии. BTL работи с помощта на жива, директна комуникация с клиентите.
За сравнение с BTL са въведени и термините ATL и TTL реклама:
- Above-the-line (ATL) („над чертата“) – комплекс от традиционни маркетингови канали, които предоставят медиите като: периодичен печат, радио, телевизия и интернет.
- Through the Line (TTL) („през чертата“) – неологизъм, който има за цел да намери „златната среда“, която да комбинира услугите на ATL и BTL.

#### Дефиниция
BTL рекламата включва маркетингови комуникации, които не използват масови медии като телевизия, радио или преса. Характеризира се с:
- Директна комуникация с потребителя
- Висока степен на персонализация
- Измерими резултати
- По-ниски разходи в сравнение с ATL рекламата

## История
Съществува „легенда“ за възникването на термина BTL. Говори се, че в средата на 20 век един от ръководителите на мащабна компания (някои считат, че това е Procter & Gamble) изготвял сметката за предстоящите маркетингови разходи. В нея той включил стандартните елементи като реклама в преса, телевизия и радио (ATL).
Сметнал разходите, теглил чертата и внезапно се сетил, че не е сметнал разходи за организацията на събитието, където хората щели да се запознаят с новия продукт на компанията. Тогава той сумирал всичко и теглил окончателната черта. Така се ражда терминът BTL (Below-the-line) – т.е. под чертата.

## Инструменти
Целевата аудитория на ATL е масовата публика, докато целевата аудитория на BTL е всеки човек (потенциален клиент) поотделно, към когото и отношението е съобразено с личния му темперамент и интереси.
ATL използва цялата палитра от добре познатите инструменти на масмедиите, докато най-популярните маркетингови мероприятия в областта на BTL са:
- Дегустации
- Семплинг (POS-материали)
- Подарък за покупка / конкурси и лотарии
- Изложби и панаири
- Консултиране
- Флашмоб
- Интернет-конференции
- B2B-партита
- Вирусен маркетинг
- Рекламни материали и корпоративни подаръци

В някои класификации BTL включва и Герила маркетинг.